# (18511) 1996 SH4
(18511) 1996 SH4 è un asteroide della fascia principale. Scoperto nel 1996, presenta un'orbita caratterizzata da un semiasse maggiore pari a 2,630864 UA e da un'eccentricità di 0,044089, inclinata di 28,808618ª rispetto all'eclittica. Ha un diametro di 6,170 km e un'albedo di 0,081.
Fa parte della famiglia di asteroidi Brucato.